# Pfarrkirche Altenwörth

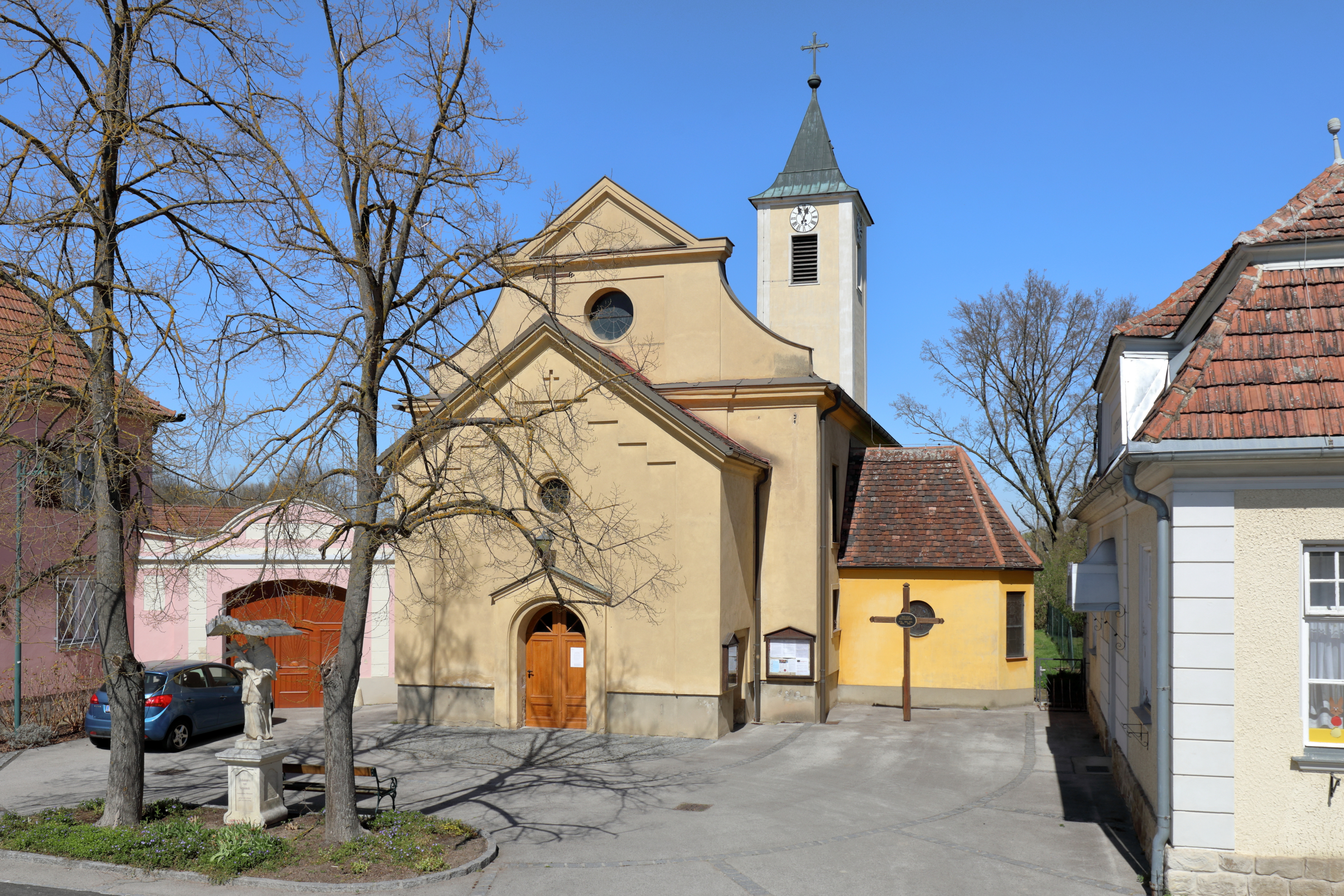
Kath. Pfarrkirche hl. Andreas in Altenwörth in Kirchberg am Wagram

Die römisch-katholische Pfarrkirche Altenwörth steht an der Hauptstraße im Ort Altenwörth in der Marktgemeinde Kirchberg am Wagram im Bezirk Tulln in Niederösterreich. Die Pfarrkirche hl. Andreas gehört zum Dekanat Hadersdorf im Vikariat Unter dem Manhartsberg der Erzdiözese Wien. Die Kirche steht unter Denkmalschutz.

## Geschichte
Eine Kirche wurde erstmals 865 genannt. Im Jahr 1014 erfolgte die Errichtung einer Pfarre durch Abt Sigmar von Kremsmünster durch Schenkung Kaiser Heinrich II. Wegen wiederkehrenden Hochwassern der Donau wurde 1147 die Pfarre zur Pfarrkirche Kirchberg am Wagram übertragen. Bis 1715 Filialkirche vom Stift Göttweig wurde die Kirche Patronatskirche der Herrschaft Grafenegg. 1784 wurde die Kirche wieder zur Pfarrkirche erhoben. Die Vorhalle wurde 1860 angebaut. 1933 erfolgte ein Kapellenanbau im Südosten der Kirche. Der Turm wurde 1980 restauriert.

## Architektur
Als sogenannte Josephinische Saalkirche zeigt sich die Kirche mit einem schlichten lisenengegliederten Langhaus. Südseitig hat die Fassade einen geschweiften Blendgiebel und ein Rundfenster und seitliche Rechteckfenster. Die monumentale Vorhalle hat eine übergiebeltes Rundbogenportal und Rechteckfenster. Der Nordturm mit Ecklisenen hat rechteckige Schallfenster und einen Pyramidenhelm. Die Sakristei mit einem Aufgang zum Turm steht nordwestlich am Chor.
Das Kircheninnere zeigt sich mit einem Langhaus und einem etwas erhöhten, leicht eingezogenen Chor mit Flachdecke und lisenengegliederten Wänden.
Die Figur Johannes Nepomuk aus Sandstein am Kirchplatz zeigt die Jahresangabe 1715.

## Ausstattung

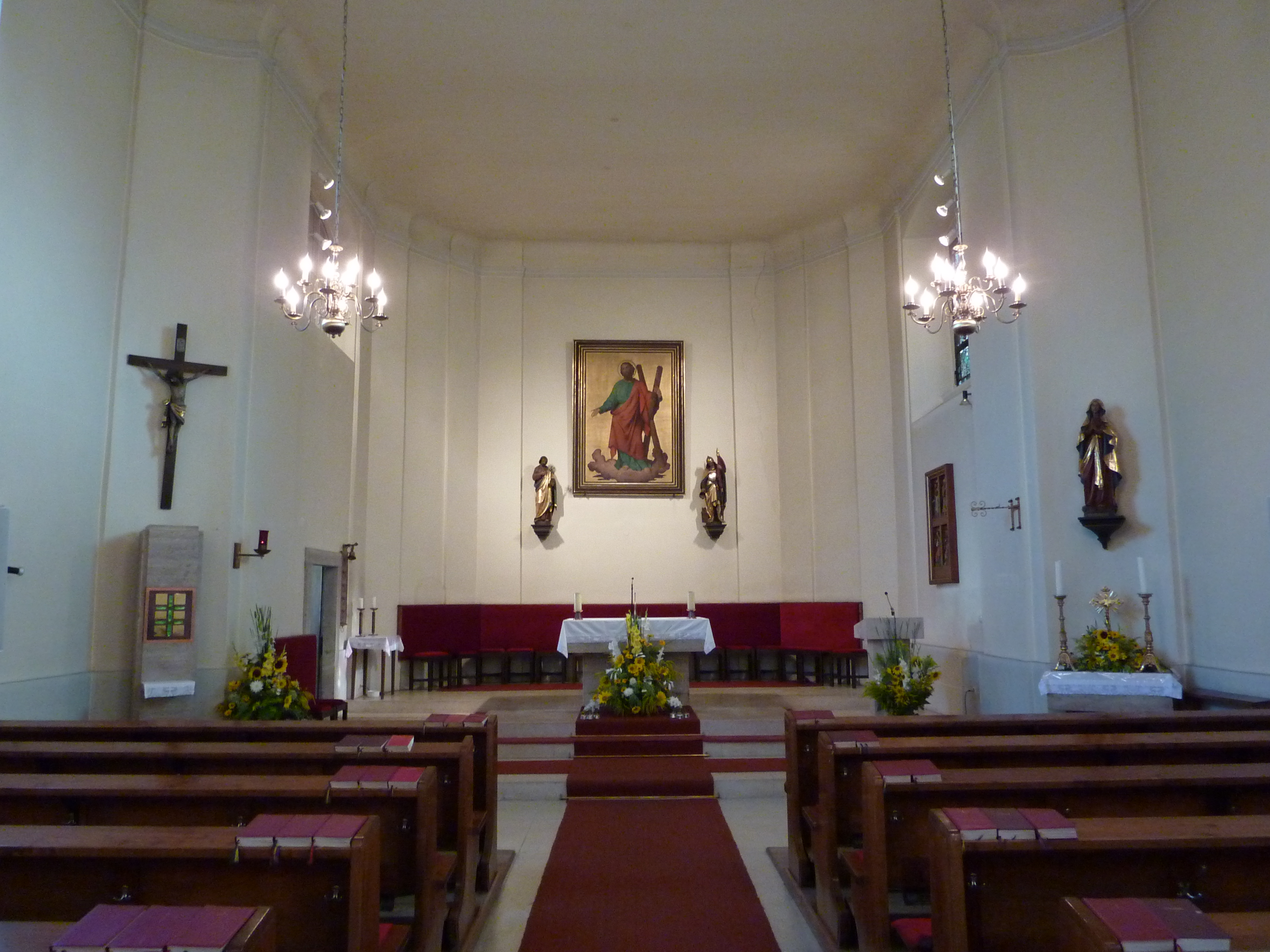
Inneres der Pfarrkirche

Die Einrichtung ist historistisch. An der Chorwand hängt das Hochaltarbild hl. Andreas, gemalt von Franz Josef Dobiaschofsky (1867). Die Figuren Herz Jesu und Herz Mariä schuf der Bildhauer Ferdinand Stuflesser (1894), wie auch die Kreuzwegreliefs (1910).
Die Orgel mit 10 Registern baute Carl Hesse (1875). Die Glocken wurden 1791 gegossen.